# Всеволод Иванов
Всеволод Борисович Иванов (рус. Всеволод Борисович Иванов; Беломорск, 14. август 1950) је руски сликар.

## Биографија
Рођен је 14. август 1950. у граду Беломорску, на обали Белог мора.
Због природе посла свога оца у детињству се често сели. Од 1952. до 1959. године живи у селу Велики залив (рус. Великая Губа) у Заонежју (рус. Заонежье). Од 1959. до 1963. живи у Медвежјегорску, на северној обали језера Оњега. Од 1963. до 1967. живи у граду Кимри у Калињинској, касније Тверској области. Од 1967. живи у граду Тверу. Десети разред средње школе завршава у Тверу 1968. године.
Још у школи је показивао интересовање за историјску и научно-фантастичну литературу. У том периоду доста црта дрвеним бојицама теме у вези историје и научне фантастике. Касније се активно користи графичком техником „папир-туш-перо“. Учествује на Савезној изложби дела самосталних сликара (рус. Всесоюзная выставка работ самодеятельных художников) 1970. и 1971. године, организованој у московском Мањежу.
Године 1974. уписује се у новоотворену уметничку школу, на смер дизајна.
Дипломирао је у уметничкој школи у Тверу 1978. године, као графички дизајнер.
До 1974. године излаже као самостални уметник на градским, регионалним и државним изложбама. После 1978. године своја дела излаже преко Савеза сликара Русије (рус. Союз Художников России).
Много година је провео радећи као графички дизајнер за велике фирме, спортска друштва, сликарске радионице. За то време учествовао је у више изложби на ниво републике, излажући своје радове на тему историје и фантастике.
На његовим сликама су присутни мотиви из историје, културе и религије Словена.
Историја руског народа је веома искривљена. Непријатељи Русије су свесно уклонили древни и антички период из историје Русије. То је много хиљада година. Искривљена је историја средњовековне Русије. Фалсификована је новија историја. Рад руских сликара мора имати образовну улогу. Потребно је да се активно супротстављамо глобализацији уметности.
Од 2004. године основна тематика његових дела је прехришћанска Русија.

## Радови
- Жрец соколског бога Архивирано на веб-сајту  (7. март 2012)
- Капиште на језеру Архивирано на веб-сајту  (3. март 2012)[а]
- Аркона Архивирано на веб-сајту  (7. март 2012)[б]
- Дуга над Арконом Архивирано на веб-сајту  (3. март 2012)
- Храм бога Знича. Зима Архивирано на веб-сајту  (7. март 2012)
- Храм бога Световида. Пролеће Архивирано на веб-сајту  (24. новембар 2011)
- Храм бога Радогоста. Лето Архивирано на веб-сајту  (7. март 2012)
- Храм бога Хорса. Јесен Архивирано на веб-сајту  (3. март 2012)